# Сагиян, Мушег Михайлович
Мушег Михайлович Сагиян (арм. Մուշեղ Սաղյան; 21 мая [3 июня] 1900, Баку — 28 марта 1970, Баку) — армянский советский режиссёр, театральный художник, заслуженный деятель искусств Азербайджанской ССР (1940).

## Биография
В 1923 году окончил Высшую художественную школу в Баку.
В 1926—1932 и в 1937—1938 годах был главным режиссёром Бакинского армянского театра.  В 1928 году организовал Армянский музыкальный театр. Как сценограф

 в 1938 году оформил оперу «Кер-оглы» композитора У. Гаджибекова. 
Работал также режиссёром и театральным художником в Самарканде, Грозном и др. 
С 1941 года — художник Бакинского русского драматического театра. 
Член ВКП(б) с 1942 года.

## Избранные постановки в Армянском театре
- «Шторм» (В. Билль-Белоцерковского) (1927);
- «Кум Моргана» (А. Ширванзаде (1929);
- «Темп» Н. Погодина (1931);
- «В кольце» Вагаршяна (1931);
- «Утро Востока» Э. Мамедханлы (1947);

## Избранные постановки вАзербайджанском Театре оперы и балета им. Ахундова
- «Наргиз» А. М. Магомаева (1935),
- «Шахсенем» Глиэра (1937).

## Награды
- Орден Знак Почёта (17.04.1938 — за выдающиеся заслуги в деле развития азербайджанского оперного искусства, азербайджанской музыки, песни и танцев[2]; 1959)